# Pycnocentrodes aureolus
Pycnocentrodes aureolus är en nattsländeart som först beskrevs av Mclachlan 1868.  Pycnocentrodes aureolus ingår i släktet Pycnocentrodes och familjen Conoesucidae. Inga underarter finns listade i Catalogue of Life.